# توریکا
توریکا (به لاتین: Turica}} یک منطقهٔ مسکونی در صربستان است که در Lučani واقع شده‌است.

## خصوصیات
توریکا ۶۳۴ نفر جمعیت دارد.